# Stegnosperma
Stegnosperma és un gènere de plantes amb flors que conté 3 espècies de plantes llenyoses, són plantes natives del Carib, Amèrica Central i el Desert de Sonora. Són arbusts o lianes amb un engruximent secundari anòmal en les tiges madures per successius càmbiums.
El fruit és una càpsula de 5-8 mm de diàmetre i conté llavors negres de 2-3 mm amb un conspicu aril vermellenc.
Generalment es considerava que aquest gènere pertanyia a la família Phytolaccaceae, però l'APG system i APG II system, de 2003, el consideren dins la seva pròpia família, Stegnospermataceae.